# Paul Rondeleux
Paul Grégoire Rondeleux, né le 20 novembre 1832 à Paris et mort le 9 mai 1915 à Buxières-les-Mines (Allier), est un homme politique français.

## Biographie
Directeur des mines de la Condemine, à Buxières-les-Mines, il est conseiller d'arrondissement et député de l'Allier de 1885 à 1889, siégeant au groupe de l'Union républicaine. 